# Hrabstwo Baylor

Piramida wieku hrabstwa

Hrabstwo Baylor – rolnicze hrabstwo w USA, w stanie Teksas. Utworzone w 1858 r. Siedzibą hrabstwa jest miasteczko Seymour. Z gęstością zaludnienia 1,54 os./km², należy do pięćdziesięciu najsłabiej zaludnionych hrabstw Teksasu.
Hrabstwo posiada znaczące jeziora, w tym Lake Kemp, Lake Diversion, oraz część Millers Creek Reservoir. Sprawia to, że 87 km² (3,7% powierzchni) hrabstwa stanowią wody.

## Sąsiednie hrabstwa
- Hrabstwo Wilbarger (północ)
- Hrabstwo Archer (wschód)
- Hrabstwo Throckmorton (południe)
- Hrabstwo Knox (zachód)
- Hrabstwo Foard (północny zachód)
- Wichita County (północny zachód)
- Hrabstwo Haskell (południowy zachód)
- Hrabstwo Young (południowy zachód)

## Gospodarka
- hodowla bydła (44,6 tys. w 2022) i koni[3]
- uprawa pszenicy, sezamu i bawełny[3]
- 19% zatrudnionych w opiece zdrowotnej[4].

## Ludność
W latach 2000–2020 populacja hrabstwa skurczyła się o 15,3%. Według danych pięcioletnich z 2023 roku, 75,9% mieszkańców stanowili biali niebędący Latynosami. Mieszkańcy deklarują głównie pochodzenie angielskie (12,8%), meksykańskie (12,3%), niemieckie (10,6%), irlandzkie (10%), „amerykańskie” (7,4%) i czeskie (5,1%). 